# Verdienst-Medaille der Leopoldina
Die Verdienst-Medaille wird vom Präsidium der Deutschen Akademie der Naturforscher Leopoldina aus besonderem Anlass „für überragende Verdienste um die Idee und das Wohl der Akademie“ verliehen. Sie trägt das Porträt und den Namen des Ausgezeichneten. Die Auszeichnung erfolgt seit 1962 in unregelmäßigen Abständen.

## Preisträger
- 1962 Erwin Reichenbach
- 1966 Hans Hermann Weber
- 1971 Horst Hanson
- 1974 Günter Bruns
- 1977 Joachim-Hermann Scharf
- 1978 Adolf Butenandt
- 1978 Georg Uschmann
- 1980 Rudolf Käubler
- 1982 Karlheinz Sommer
- 1982 Carl Friedrich von Weizsäcker
- 1987 Horst Sackmann
- 1990 Helmut Rennert
- 1993 Hans-Albrecht Freye
- 1995 Leopold Schmetterer
- 1997 Gottfried Geiler
- 1998 Alfred Schellenberger
- 1999 Werner Köhler
- 2001 Theodor Hiepe
- 2003 Ernst Kern
- 2003 Eugen Seibold
- 2007 Johannes Eckert
- 2007 Werner Goebel
- 2009 Ernst-Ludwig Winnacker
- 2011 Eberhard Hofmann
- 2013 Rudolf K. Thauer
- 2014 Philipp U. Heitz
- 2016 Bärbel Friedrich
- 2024 Gunnar Berg